# Ala-Hirvas
Ala-Hirvas är en sjö i kommunen Luumäki i landskapet Södra Karelen i Finland. Sjön ligger 57,5 meter över havet. Arean är 78 hektar och strandlinjen är 6,67 kilometer lång. Sjön  ingår i Urpalanjokis huvudavrinningsområde.   Den ligger omkring 31 km sydväst om Villmanstrand och omkring 170 km öster om Helsingfors. 